# Disques Diva
Disques Diva Inc. est un label discographique canadien, anciennement basé à Beaconsfield, au Québec, actif entre 1988 et 2019, date du décès de sa cofondatrice Nicole Martin. Initialement conçu pour publier et produire des albums de Nicole Martin, le label a fait également signer Fernand Gignac, Michel Louvain, Michèle Richard et de nombreux autres artistes. 
C'est aussi sous la direction de ce label que sont publiées les populaires compilations Ce soir on danse ! et Pour party seulement.

## Histoire
Fondée en 1988 par la chanteuse Nicole Martin et l'homme d'affaires Lee Abbott, des suites de la compagnie Les Disques Nicole Martin Inc., la maison de disques fait un bilan de ses activités en 2003 après avoir publié plus d'une quarantaine d'albums en quinze ans, dont douze CD dans la collection des Ce soir on danse ! et quatre dans l'autre collection vedette de la compagnie, intitulée celle-là Pour party seulement. Au début des années 1990, le label attire l'intérêt de la major Warner Music Canada qui distribuera les disques Diva pendant un moment.
Disques Diva Inc. reprend temporairement ses activités en 2008 avec la réédition de l'album C'est Noël on danse !, et définitivement en 2010 avec la relance de la carrière de Nicole Martin et la parution de ses albums Cocktail de douceur et Cocktail Lounge. Le label met définitivement un terme à ses activités après le décès de Nicole Martin en 2019.

## Principaux artistes
- Nicole Martin (neuf albums entre 1989 et 2012, dont C'est l'amour en 1990[3])
- Michel Louvain (quatre albums entre 1988 et 2011)
- Fernand Gignac (deux albums en 1988 et 1989)
- Michèle Richard (album en 1989)
- Trio formé de Fernand Gignac, Michèle Richard et Michel Louvain (album sorti en 1990)
- Rose Ouellette (album sorti en 1990)
- Formation Ce soir on danse ! (douze albums entre 1991 et 2000)
- Formation Pour party seulement (quatre albums entre 1996 et 1999)

## Autres réalisations
- Colette Maher (La Technique Nadeau)
- Francine B. Marsan (Libérez-vous de la cigarette par la méthode Marsan)
- Yvon Crever de rire en spectacle (humour)
- La Clique (Québécois, nous sommes Québécois)
- Alain Dagenais (chanteur)
- Grand-Mère Sourire (Disque pour enfants)